# Tasnim News Agency
Tasnim News Agency — частное информационное агентство в Иране, образованное в 2012 году, которое занимается распространением информации на политические, социальные, экономические, спортивные и международные темы. Основной язык — персидский. Распространяет информацию под свободной лицензией Creative Commons.
Основные задачи агентства — защита Исламской Республики от негативной пропагандистской компании ряда СМИ и предоставление своим читателям реальной информации об Иране и Исламе.
По состоянию на начало 2018 года, штаб-квартира агентства располагалась в столице Ирана — Тегеране. Агентство обладает сетью журналистов по всей стране, также командирует своих журналистов и фотографов на различные мероприятия по всему миру.
Агентство имеет штат сотрудников, которые переводят некоторые новостные статьи с персидского на английский язык, и выкладывают их на сайт агентства. Помимо английского и персидского языков, новости доступны также на арабском, турецком и урду языках.
На начало 2018 года более 15 000 свободных фотографий, сделанных фотографами агентства, загружено на Викисклад.